# Oxalis veadeirosensis
Oxalis veadeirosensis är en harsyreväxtart som beskrevs av A. Lourteig. Oxalis veadeirosensis ingår i släktet oxalisar, och familjen harsyreväxter. Inga underarter finns listade i Catalogue of Life.